# 庭田幸恵
庭田 幸恵（にわた ゆきえ、1967年〈昭和42年〉12月29日 - ）は、日本の実業家、政治家。客室乗務員からアナウンサーへと転身した経歴を持ち、アナウンサー時代は森 幸恵（もり ゆきえ）として活動した。株式会社プラチナコンシェルジュ代表取締役、国民民主党所属の参議院議員（1期）、富山県参議院選挙区第1総支部長。

## 来歴
富山大学経済学部卒業後、日本航空で国際線客室乗務員として勤務。結婚を機に退職し、地元の富山に帰る。その後、富山テレビ放送のアナウンサーとなった。
富山県が主催する「とやま起業未来塾」に参加し、2006年に株式会社プラチナコンシェルジュを設立。プラチナコンシェルジュでは自身の経験を生かしたコンシェルジュ業務を受託する。
2025年の第27回参議院議員通常選挙に富山県選挙区から国民民主党公認で立候補し、198,300票を獲得して初当選した。県内では女性として初の国会議員となる。

### 年表
- 1990年 - 日本航空に国際線客室乗務員として入社。
- 1996年 - 富山テレビ放送にアナウンサーとして入社。
- 2004年
  - 6月 - 富山テレビ放送退社。
  - 7月 - JALウェイズに、契約制客室乗務員として復帰。
- 2006年5月 - 株式会社プラチナコンシェルジュ設立、代表取締役就任。
- 2025年
  - 1月24日 - 第27回参議院議員通常選挙における国民民主党の公認内定候補者となる[4][5]。
  - 1月29日 - 同日設立された国民民主党富山県参議院選挙区第1総支部の代表者に就任[6]。
  - 7月3日 - 第27回参議院議員通常選挙に富山県選挙区より国民民主党公認で立候補[2]。

## 人物
ソムリエの資格を持つ。

## 選挙歴
| 当落 | 選挙                     | 執行日         | 年齢 | 選挙区       | 政党       | 得票数     | 得票率 | 定数 | 得票順位 /候補者数 | 政党内比例順位 /政党当選者数 |
| ---- | ------------------------ | -------------- | ---- | ------------ | ---------- | ---------- | ------ | ---- | ------------------ | ---------------------------- |
| 当   | 第27回参議院議員通常選挙 | 2025年07月20日 | 57   | 富山県選挙区 | 国民民主党 | 19万8300票 | 41.04% | 1    | 1/5                | /                            |